# Château d'Urasoe
 (septembre 2016).
Le château d'Urasoe (浦添城, Urasoe gusuku) était un château de l'île d'Okinawa, ou gusuku, qui servait de capitale à Chūzan, la principauté médiévale d'Okinawa, antérieure à l'unification de l'île, dans le royaume de Ryūkyū et le déplacement de sa capitale au château de Shuri.
Au XIVe siècle, Urasoe était le plus grand château de l'île mais il n'en reste aujourd'hui que des ruines.

## Site
Les ruines du château se trouvent derrière la ville moderne d'Urasoe, à la limite nord de Naha, capitale de la préfecture d'Okinawa. Elles se situent à environ 130-140 m au-dessus du niveau de la mer et sont réparties en deux sections disposées pour l'essentiel sur un axe nord-ouest sud-est. Le Kogusuku (vieux château) et le Migusuku couvrent à eux deux une zone d'à peu près 380 m de long sur 60 à 70 m de large, le kogusuku étant légèrement surélevé à l'est du migusuku. Une série d'enceintes reliées entre elles traverse le site d'est en ouest.
Comme une grande partie du site a été lourdement endommagée, à la fois dans le passé et plus récemment, la taille globale, la disposition et la structure du château sont difficiles à déterminer, ainsi que de nombreux autres aspects de son histoire et de son utilisation.
Une série de quatre remparts et de palissades séparés défendait la partie inférieure du château, avec un fossé qui a été daté de la fin du XIVe siècle, début du XVe siècle. La partie supérieure du château, comme beaucoup d'autres gusuku, était située de telle manière qu'elle était suffisamment défendue par des falaises abruptes et la mer et n'avait pas besoin d'importantes murailles ou de remparts.
Les plus anciens temples bouddhistes à Okinawa, le Ryūfuku-ji et le Gokuraku-ji, sont voisins ainsi que l'Urasoe yōdore, mausolée royal de plusieurs rois de Chūzan, creusés à même la falaise.
Le roi Eiso (r. 1260-1299) régnait sur Chūzan à partir d'Urasoe et est enterré près de la falaise nord-ouest du château. Son mausolée contient trois tombes de pierre en provenance de Chine, peut-être de Fujian. Eiso est probablement inhumé dans la plus grande tombe, son père et son grand-père dans les deux autres. Les cercueils sont décorés d'oiseaux, de fleurs, de cerfs, de shishi (lions de garde) et de diverses images bouddhistes, avec sur les couvercles des dragons et des phénix conçus pour ressembler à des toits couverts de tuiles. Bien qu'Eiso vivait au XIIIe siècle, le style des dessins et des décorations sur les cercueils fait penser aux archéologues qu'il s'agit là d'une réalisation datant de la fin du XVe siècle. Le roi Shō Nei (r. 1597-1620), est également enterré dans ce mausolée.
Les fouilles des dernières décennies du XXe siècle ont dégagé un passage cérémonial menant du château aux tombes, ainsi que les restes d'un lac artificiel, l'entrée d'un tunnel vers le château et une série de résidences qui auraient appartenu à une famille noble. Plus de 30 000 artefacts ont été récupérés lors de ces fouilles.

## Histoire
En tant que capitale royale, Urasoe représente le premier exemple d'un changement majeur dans la constitution des structures pour les élites, et les châteaux (gusuku) en particulier, à Okinawa. Il semble qu'ils aient été plus grands en taille et en complexité que les sites antérieurs. La plupart de ce que l'on sait sur l'histoire du château provient de fouilles archéologiques et non d'une documentation historique de forme narrative.
Des murets de pierre et des trous de poteaux indiquant la forme originale du château, construit à la fin du XIIIe siècle ou au début du XIVe siècle. Durant le siècle qui suivit, le château fut agrandi et finit par englober ce qu'on appelle de nos jours kogusuku. Des tuiles coréennes furent utilisées au cours de l’expansion et de la construction à cette époque.
Des portions importantes du château furent emportées au début du XVIe siècle pour aider à la construction du château de Shuri. Le château resta cependant utilisé et Shō Iko, le fils du roi Shō Shin, y élit résidence en 1509. Le trouvant en grande partie en ruines, il supervisa sa rénovation et il paraît probable qu'il déplaça la section résidentielle du château du kogusuku au migusuku à ce moment.
Le château fut incendié et détruit en 1609 lors de l'invasion de Ryūkyū par les forces du domaine de Satsuma, en même temps que le temple Ryūfuku-ji qui se trouvait un peu en dessous sur le flanc de la colline.
De nombreux chercheurs ont traditionnellement considéré que l'établissement de Shuri comme capitale royale avait apporté de grands changements et des développements dans la représentation de la monarchie. Mais les universitaires sont à présent d'avis que « la forme de la capitale royale à Shuri, qui impliquait un palais central (seiden), une place pour réunir les élites alliées et les sujets, une aire rituelle, un grand lac extérieur et des temples bouddhistes rattachés, étaient déjà en place à Urasoe ».
Les archéologues soulignent en particulier la richesse, le pouvoir et la grandeur esthétique qui émanent des éléments des structures du site. Des tuiles et autres matériaux, essentiellement des céramiques, étaient importés de Corée et des cercueils de pierre, sculptés dans le style chinois — vraisemblablement dans le Fujian —, avaient également été importés, informant du vaste commerce et des relations diplomatiques du petit royaume. Les articles en provenance de Corée en particulier, étaient connus pour avoir été assez rare et cher à Okinawa pendant de nombreux siècles, et seuls ont été fouillées les sites les plus élitistes. Les temples bouddhistes du site indiquent de fortes connexions politiques et culturelles avec le Japon. Le grand étang ou lac en contrebas du château est un symbole habituel du pouvoir et du prestige de l'élite dans toute l'Asie.